# Rozprawa w Berlinie
Rozprawa w Berlinie (ang. Judgment in Berlin) – amerykańsko-niemiecki dramat polityczny z 1988 roku w reżyserii Leo Penna, zrealizowany na podstawie książki sędziego Herberta Sterna. Scenariusz został oparty na faktach.

## Fabuła
1987 rok. Hans Schuster mieszkający w Hamburgu, związał się z Sigrid Radke z NRD. Żeby być razem, planują ucieczkę do Niemiec Zachodnich. Oboje wyjeżdżają do Polski, gdzie mają otrzymać lewe paszporty od Helmuta Thiele, a stamtąd polecieć do Berlina Zachodniego. Niestety, Hans zostaje zatrzymany na granicy polskiej. Helmut i Sigrid czekają na niego w Gdańsku, nie wiedząc o zatrzymaniu. W końcu wracają do Berlina samolotem LOT-u. Przed lądowaniem Helmut terroryzuje stewardesę, żądając lądowania na lotnisku w Berlinie Zachodnim. Maszyna ląduje na terenie amerykańskiej bazy wojskowej, gdzie Helmut i Sigrid zostają aresztowani. Czeka na nich proces. Rozprawę prowadzi sędzia Herbert Jay Stern.

## Obsada
- Martin Sheen - Herbert Jay Stern
- Heinz Hoenig - Helmut Thiele
- Jutta Speidel - Sigrid Radke
- Sam Wanamaker - Bernard Hellring
- Max Gail - Judah Best
- Joshua Sinclair - Alan Sherman
- Carl Lumbly - Edwin Palmer
- Cristine Rose - Marsha Stern
- Sean Penn - Guenther X
- Max Volkert Martens - Hans Schuster

## Produkcja
Zdjęcia kręcono w Berlinie i okolicach.